# Szkoła Podstawowa im. Tadeusza Kościuszki w Sieniawie
Szkoła Podstawowa im. Tadeusza Kościuszki w Sieniawie – szkoła o charakterze podstawowym w Sieniawie.

## Historia
W 1765 roku pojawiła się wzmianka o szkółce parafialnej, w której organista uczył chłopców czytać, pisać i służyć do mszy świętej. W 1789 roku z inicjatywy księcia Adama Czartoryskiego została założona szkoła ludowa, która w 1863 roku została przez zaborców austriackich przekształcona na szkołę trywialną. W 1874 roku na mocy ustawy państwowej szkoła stała się publiczna; do roku 1875 szkoła mieściła się w ratuszu. Po przekształceniu jej na 3-klasową, wybudowano murowany budynek szkolny, który oddano do użytku w 1876 roku. 
Przydatnym źródłem archiwalnym do poznawania historii szkolnictwa w Galicji są austriackie szematyzmy Galicji i Lodomerii oraz polskie dzienniki szkolnictwa, które podają nazwiska nauczycieli. Gdy w 1897 roku powstała oddzielna szkoła żeńska, to jej kierownikiem została Melania Żeńczak.
Szkoły wiejskie były tylko męskie, a w miastach męskie i żeńskie; od 1890 roku szkoły wiejskie stały się „mieszane”. W 1894 roku szkoła w Sieniawie została przekształcona na 5-klasową mieszaną. 
W 1897 roku powstaje oddzielna szkoła żeńska (od tego czasu funkcjonują dwie szkoły: męska i żeńska). W 1902 roku w szkole męskiej było 302 uczniów, a w żeńskiej było 314 uczniów. W 1910 roku szkoła stała się 6-klasowa, a w 1913 roku szkoła męska otrzymała imię księcia Józefa Poniatowskiego, a szkoła żeńska otrzymała imię królowej Jadwigi. W 1926 roku nastąpiło połączenie szkół męskiej i żeńskiej w jedną szkołę 7-klasową. W czasie okupacji niemieckiej szkoła była częściowo uszkodzona i z powodu wojny nauka była utrudniona. 
W 1964 roku oddano do użytku nowy budynek szkolny jako tzw. tysiąclatkę; również w 1964 roku powstało w Sieniawie 4-letnie liceum ogólnokształcące. 21 maja 2008 roku szkoła otrzymała nowego patrona Tadeusza Kościuszkę. W 1999 roku na mocy reformy oświaty powstała 6-letnia szkoła podstawowa, 3-letnie gimnazjum i 3-letnie liceum ogólnokształcące. W 2002 roku utworzono Zespół Szkół. W 2017 roku na mocy reformy oświaty przywrócono 8-letnią szkołę podstawową i 4-letnie liceum ogólnokształcące.
Kierownicy szkoły męskiej w Sieniawie:
- 1810–1827. Stanisław Szuszkiewicz[4].
- 1829–1855. Antoni Schultz[5].
- 1857–1866. Karol Łomiński[6].
- 1868–1871. Adolf Szostkiewicz[7].
- 1871–1873. Piotr Biega[8].
- 1873–1907. Florian Gardziel[9].
- 1908–1918. Władysław Traczyński[10].

## Znani absolwenci
- abp Andrzej (Kuszczak) (1901–1986) – ukraiński arcybiskup metropolita Ukraińskiego Kościoła Prawosławnego w Stanach Zjednoczonych.
- ks. prał. Dionizy Baran (1913–1995) – duchowny na Wołyniu, proboszcz w Świdnicy na Śląsku.
- kpt. Franciszek Bożek – żołnierz Wojska Polskiego i Armii Krajowej, nauczyciel.